# Arteria hyaloidea

Schematische Darstellung der Anatomie des Auges

Die Arteria hyaloidea beziehungsweise Hyaloidarterie ist eine Arteriole im Auge zur Blutversorgung von Linse (11) und Glaskörper (12). Sie ist als Endast der Arteria centralis retinae ausgeprägt und verläuft von der Austrittsstelle des Sehnervs (18) zum hinteren Linsenpol, wo sie sich in den hinteren Teil eines als Tunica vasculosa lentis bezeichneten Gefäßnetzes um die Linse aufteilt. Im Glaskörper ist sie von dem als Gliahülle ausgebildeten Canalis hyaloideus (13) umgeben, der nach seinem Erstbeschreiber Jules Germain Cloquet auch Cloquet-Kanal genannt wird. Die Arteria hyaloidea ist im Normalfall nur während der Embryonalentwicklung zur Nährstoffversorgung der sich entwickelnden Linse vorhanden und bildet sich kurz vor der Geburt zurück.
Auf der inneren Seite der Linse kann nach der Rückbildung der Arteria hyaloidea eine als Mittendorf-Fleck beziehungsweise Hyaloid-Körperchen bezeichnete Trübung bestehen bleiben, die im Allgemeinen keine klinische Bedeutung besitzt. Eine ausbleibende, unvollständige oder verzögerte Rückbildung wird als Arteria hyaloidea persistens beziehungsweise Arteria-hyaloidea-Persistenz bezeichnet und gilt beim Menschen sowie bei Tieren als im Regelfall harmlose Anomalie, die keine oder nur geringe Beeinträchtigungen des Sehvermögens zur Folge hat. Sie kann jedoch auch zu Einschränkungen des Gesichtsfeldes und, sofern sie weiterhin blutführend ist, zu vorübergehenden Blutungen in den Glaskörper führen. Reste der Tunica vasculosa lentis können Störungen der Sehschärfe auf der Netzhaut (18) verursachen. Eine Schrumpfung des Canalis hyaloideus ist ein möglicher Grund für eine Netzhautablösung.